# 月岡雪渓
月岡 雪渓（つきおか せっけい、生没年不詳）とは、江戸時代後期の大坂の浮世絵師。

## 来歴
月岡雪鼎及び月岡雪斎の門人。大坂の人。姓は月岡。雪鼎の次男で雪斎の弟である。父の雪鼎に絵を学んだ後、兄の雪斎にも学んだ。主に天保（1830年-1844年）の頃、風俗人物画を能く描いている。また、嘉永7年（1854年）刊行の秋艸編の俳諧書『豊国桃青百人一句』（うつしはいかいひゃくにんいっく）1冊の挿絵を手掛ける。法橋に叙せられた。